# Un paseo por el bosque (libro)
Un paseo por el bosque es un libro de viajes publicado en 1998 del escritor Bill Bryson, en el que narra su experiencia al recorrer el sendero de los Apalaches durante la primavera y el verano de 1996.
La obra tiene un estilo cómico y Brison intercala su aventura senderista con explicaciones más profundas sobre la historia del sendero, ecología, estado de conservación y sobre las personas que se cruzan en su camino.

## Adaptación cinematográfica
En 2005, Robert Redford anunció y luego confirmó que protagonizaría y produciría una adaptación del libro de Bryson en una película homónima en la que él interpretaría a Bryson. Inicialmente, Redford quiso contar con su amigo Paul Newman, pero su salud le impidió afrontar este papel. Finalmente fue Nick Nolte fue el elegido para el papel de Stephen Katz. La dirección de la película recayó sobre Ken Kwapis.
El rodaje comenzó en la primavera de 2014. La película se filmó en gran parte en Amicalola Falls State Park, en Dawsonville, Georgia.
La película se estrenó en el Festival de Cine de Sundance en enero de 2015, y en cines en septiembre de ese mismo.